# Čertižnianske lúky
Čertižnianske lúky je přírodní rezervace v oblasti Východní Karpaty.
Nachází se v katastrálním území obce Čertižné v okrese Medzilaborce v Prešovském kraji. Území bylo vyhlášeno či novelizováno v roce 1979 na rozloze 1,3636 ha. Ochranné pásmo nebylo stanoveno.